# エラトー (アルメニア)

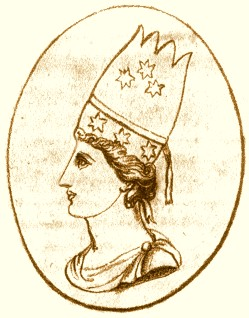
アルタクシアス朝の女王、エラトー

エラトー（Erato）または女王エラトー（Queen Erato）は、アルメニア王国の王女で、アルタクシアス朝の一員。彼女は、紀元前10年から紀元前2年まで、兄かつ夫であるティグラネス4世と共に、アルメニアにおけるローマの傀儡的な支配者を務めた。